# Sergio Catalán
Pour les articles homonymes, voir Catalan (homonymie).

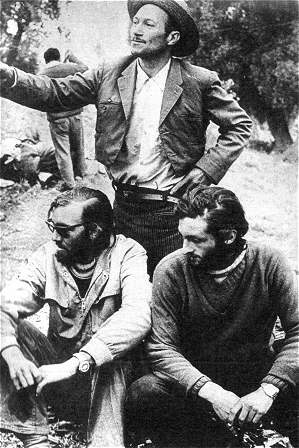
Sergio Catalán, avec Fernando Parrado (à gauche) et Roberto Canessa (à droite).

Sergio Hilario Catalán Martínez, né en 1928 à Puente Negro (commune de San Fernando) et mort dans ce même village en 2020, est un berger et un agriculteur chilien, éleveur de moutons.
Il est la première personne qui a aidé Roberto Canessa et Fernando Parrado, rescapés de la catastrophe du vol Fuerza Aérea Uruguaya 571, durant leur périple à travers la Cordillère des Andes en 1972.

## Biographie
Né en 1928 dans le village de Puente Negro, près de la ville de San Fernando, il épouse l'agricultrice Virginia Toro. Le couple a neuf enfants. Il consacre sa vie à l'élevage ovin.
Le 21 décembre 1972, alors qu'il surveillait ses troupeaux dans la montagne avec deux de ses enfants, près du  río del Azufre, il aperçoit deux personnes sur l'autre rive lui faisant signe : il s'agit de Fernando Parrado et de Roberto Canessa, deux rescapés de la catastrophe aérienne des Andes du Fairchild Hiller FH-227 de la Force Aérienne Uruguayenne qui couvrait l'itinéraire entre Montevideo et Santiago.
La communication est difficile entre les deux rives de la rivière. Sergio envoie de la nourriture aux deux rescapés et tente de les rassurer et de les encourager.
Sergio entreprend alors un périple à cheval de 80 kilomètres, durant 10 heures, afin de donner l'alerte aux Carabiniers du Chili. Grâce à lui, la nouvelle de l'existence de survivants de la catastrophe est connue à Santiago et au monde entier et permet l'envoi des secours.
Il décède à l'âge de 91 ans dans son village de Puente Negro le 11 février 2020. Sa sépulture repose au cimetière de San Fernando.

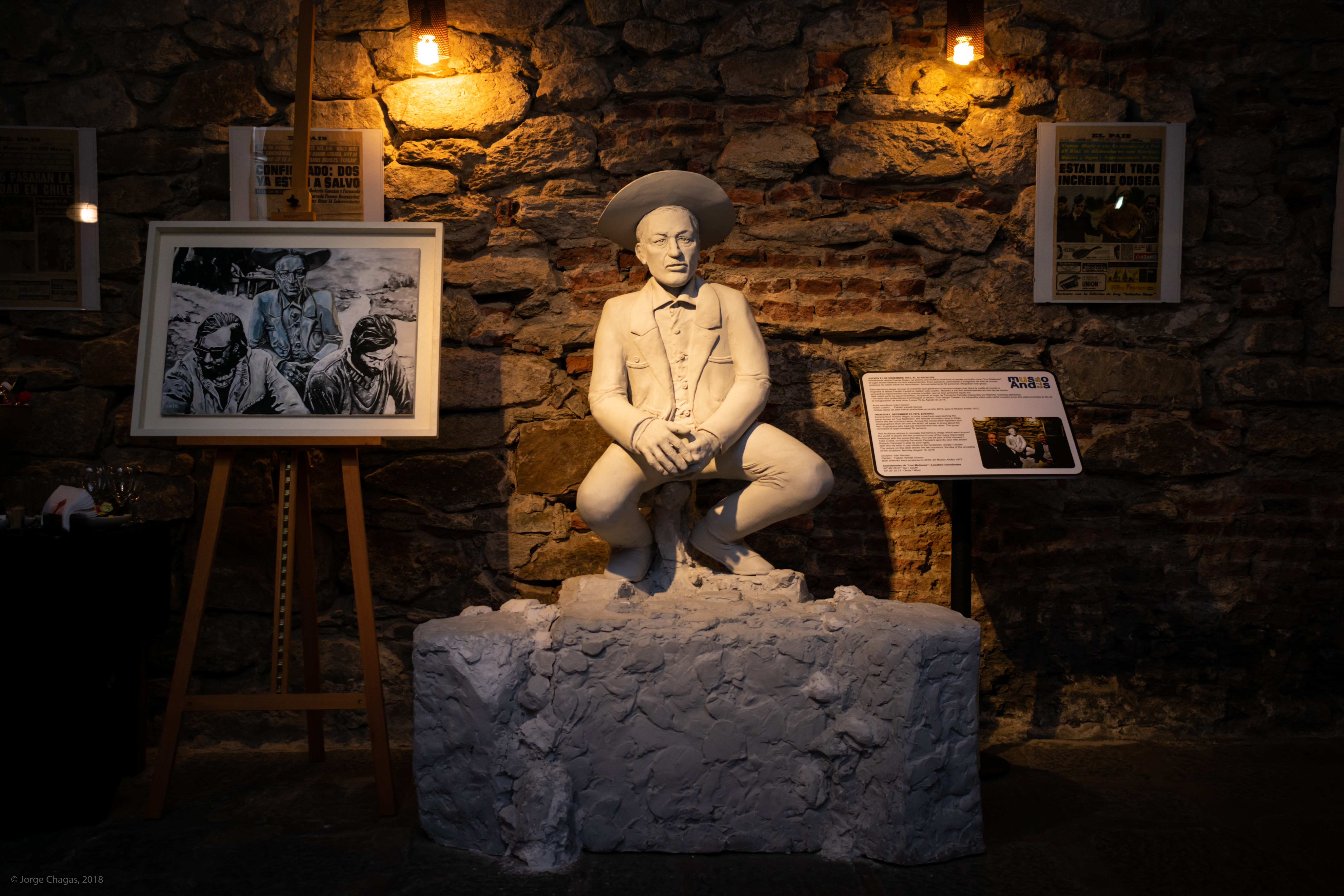
Sculpture d'Iván Hansen représentant Sergio Catalán.

- Les Survivants, film de Frank Marshall (1993);
- Le Cercle des neiges, film de Juan Antonio Bayona (2023), adapté du livre de Pablo Vierci[8].